# 142. komandoška četa
142. komandoška četa (angleško 142nd Commando Company) je bila neodvisna komandoška četa.

## Zgodovina
Ustanovljena je bila 15. junija 1942 in pozneje dodeljena činditski 77. (indijski) pehotni brigadi. Zaradi njihove usposobljenosti je Orde Wingate razpustil četo in iz njih sestavil minerske skupine ter jih razporedil po brigadnih enotah.